# Base station subsystem

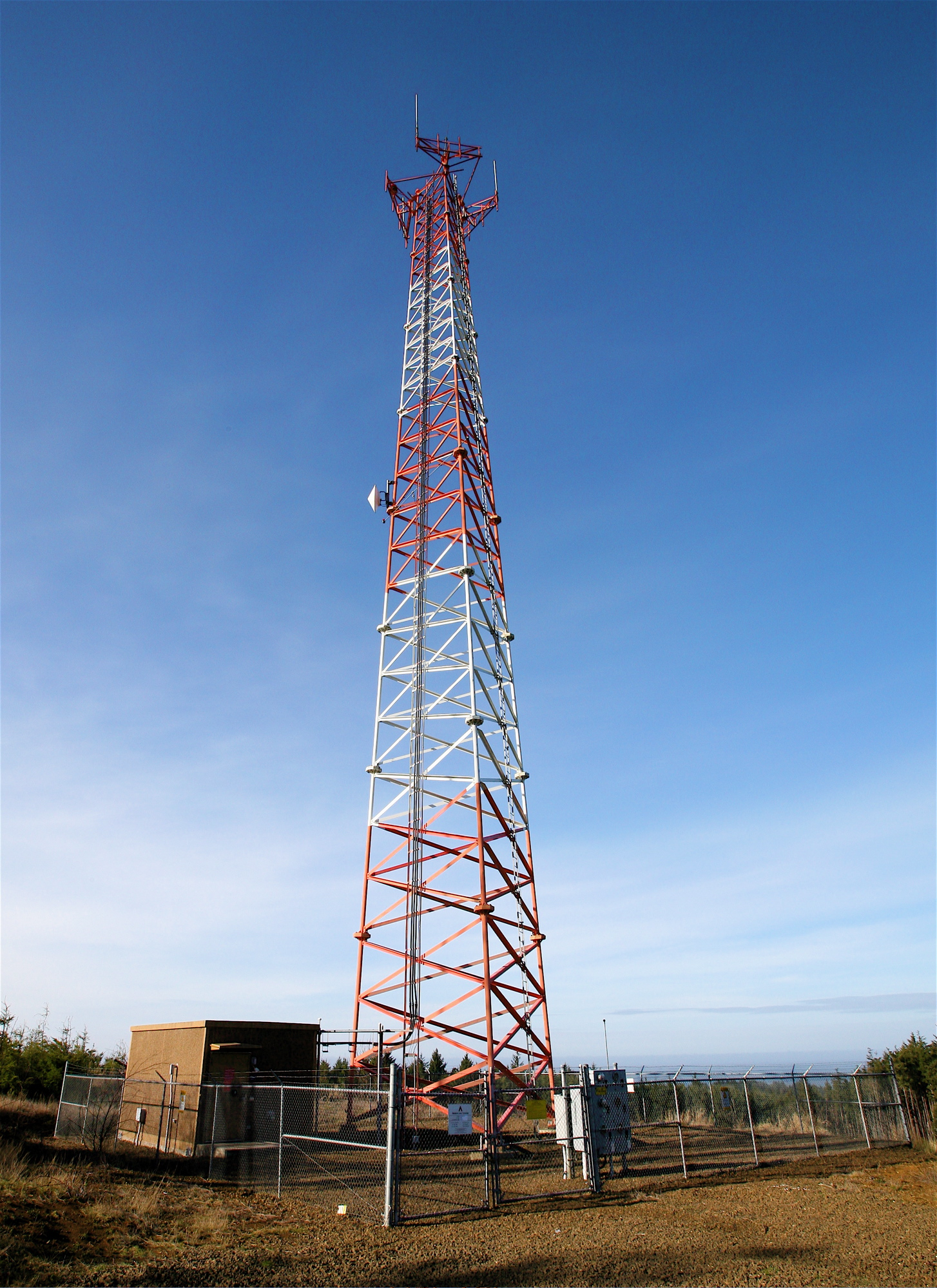
Typowy BTS GSM

Base station subsystem, BSS – system stacji bazowych (układów nadawczo-odbiorczych). 
W systemie GSM system stacji bazowych obejmuje:
- jedną lub więcej stacji bazowych
- kontroler stacji bazowych.

Stacja bazowa umieszczona jest w centrum pojedynczej komórki systemu GSM. W jej skład wchodzą anteny, układy sterujące i zasilające.
Kontroler stacji bazowej, zwykle obsługujący wiele stacji, jest włączony do pozostałej części systemu GSM poprzez centralę radiokomunikacyjną (mobile switching centre, inaczej mobile services switching centre). Centrala ta jest wyposażona w specjalne funkcje właściwe systemowi mobilnemu.
Do transmisji między stacją bazową a jej kontrolerem zdefiniowany jest tzw. styk A bis, natomiast komunikacja między system stacji bazowych (BSS) a mobile switching centre (MSC) opisana jest tzw. stykiem A.